# Euminucia
Euminucia là một chi bướm đêm thuộc họ Noctuidae.

## Loài
- Euminucia camerunica Strand, 1913
- Euminucia conflua Hampson, 1913
- Euminucia ligulifera Strand, 1913
- Euminucia orthogona Hampson, 1913